# Hennuyères
Hennuyères is een dorp in de Belgische provincie Henegouwen en een deelgemeente van de Waalse stad 's-Gravenbrakel.
De plaats ligt in de buurt van het Bos van La Houssière en grenst aan de provincie Waals-Brabant.
Het Station van Hennuyères ligt aan spoorlijn 96.

## Bezienswaardigheden
- De Sint-Gertrudiskerk (Église Sainte-Gertrude) heeft een gotisch voorportaal van 1553, een pseudotransept van 1517 en een koor van begin 16e eeuw. Eind 18e eeuw werd onder meer de toren gebouwd in classicistische stijl.

## Natuur en landschap
Hennuyères ligt op 87 meter hoogte aan de kerk. In het oosten ligt het Bos van La Houssière waarin de hoogte oploopt tot 164 meter.

## Demografische ontwikkeling
- Bronnen:NIS, Opm:1831 tot en met 1970=volkstellingen, 1976= inwoneraantal op 31 december

## Politiek

### Lijst van burgemeesters
- Albert Huet (burgemeester ten minste in 1841 en 1866[1][2][3])
- 1872-1878: Prosper Severans ("fermier du Duc d'Arenberg"[4][5])
- 1885-1895: Adolphe Huet ("cultivateur", liberaal[6][7][3])
- Nicolas Lemercier ("fermier"[8])
- M. du Bois d'Enghien ("industriel"[9])

## Geboren
- Luigi Delmotte (1892-1957), bisschop van Doornik

## Nabijgelegen kernen
Quenast, Virginal-Samme, 's-Gravenbrakel, Ronquières